# Sizewell
Sizewell – wieś w Anglii, w hrabstwie Suffolk. Leży 37 km na północny wschód od miasta Ipswich i 144 km na północny wschód od Londynu.